# St. Trinian's 2
Série St. Trinian's
St Trinian's : Pensionnat pour jeunes filles rebelles
(2007)
Pour plus de détails, voir Fiche technique et Distribution.
St. Trinian's 2 (St. Trinian's 2: The Legend of Fritton's Gold) est un film britannique réalisé par Oliver Parker et Barnaby Thompson, sorti le 18 décembre 2009. En France, le film est sorti directement en vidéo  le 9 mai 2012.
Il s'agit de la suite de St Trinian's : Pensionnat pour jeunes filles rebelles, sorti en 2007.

## Synopsis
Les étudiantes de St Trinian's sont de retour plus déjantées que jamais. Elles se lancent dans une chasse au trésor et se retrouvent à lutter contre une société secrète misogyne...

## Fiche technique
- Titre original : St. Trinian's 2: The Legend of Fritton's Gold
- Titre français et québécois : St. Trinian's 2
- Réalisation : Oliver Parker et Barnaby Thompson
- Scénario : Nick Moorcroft

## Distribution
- Rupert Everett (VF : Éric Legrand) : Camilla / Captain Archibold / Fortnam Fritton
- Colin Firth (VF : Guillaume Lebon) : Geoffrey Thwaites
- David Tennant (VF : Stéphane Ronchewski) : Lord Pomfrey
- Talulah Riley (VF : Barbara Beretta) : Annabelle Fritton
- Jodie Whittaker : Beverly
- Juno Temple (VF : Caroline Pascal) : Celia
- Tamsin Egerton (VF : Laura Préjean) : Chelsea
- Toby Jones : Comptable
- Sarah Harding (VF : Gaëlle Savary) : Roxy
- Zawe Ashton (VF : Karine Foviau) : Bianca
- Montserrat Lombard (VF : Adeline Chetail) : Zoe
- Cloe Mackie : Tania
- Holly Mackie : Tara
- Gemma Arterton (VF : Céline Melloul) : Kelly Jones
- Tallulah Evans : Jeminima
- Edith Thompson : Tabitha
- Ella Smith : Lucy
- Celia Imrie (VF : Marie-Martine) : Matron
- Clara Paget : Bella
- Gabriella Wilde : Saffy
- Jessica Bell : Beth
- Christian Brassington : Peters
- Tom Riley (VF : Thibaut Belfodil) : Romeo
- Georgia King : Juliet
- Zara Robinson aka Zara Treherne (VF : Caroline Pascal) : Georgiana
- Lola Mae Loughran : Patience
- Salaheddinn Essayah : Pomfrey's Henchman
- Daisy Tonge : Daisy - The Banned of St Trinian's
- Jessica Agombar : Jess
- Harriet Bamford : Harriet
- Victoria Barker : Emma M

## Musique
La bande originale du film n'est disponible qu'à l'import, elle contient les titres suivants : 
- 1. Theme To St Trinian's - Banned Of St Trinian's
- 2. Too Bad - Sarah Harding
- 3. Up And Away - Banned Of St Trinian's
- 4. Lose Control - The Saturdays
- 5. We Got The Beat - Banned Of St Trinian's
- 6. Kiss With A Fist - Florence and the Machine
- 7. Make It Easy - Sarah Harding
- 8. Saturday Night - Noisettes
- 9. I Can Get What I Want - Banned Of St Trinian's
- 10. Keep Your Head Up - Girls Can't Catch
- 11. Boys Keep Swinging - Sarah Harding
- 12. You're A Disaster - Dragonette
- 13. Jump Off - Banned Of St Trinian's
- 14. I Predict A Riot - Kaiser Chiefs
- 15. St Trinian's Theme - Cast Of St Trinians

## DVD
St Trinian's 2 est maintenant disponible en DVD et Blu-ray depuis le 9 mai 2012.